# 大統領侮辱罪 (トルコ)
大統領侮辱罪（英語: Insulting the President of the Republic）は、トルコの刑法第299条で制定されている犯罪行為である。
二千人以上がこの罪状により逮捕起訴されておりトルコで政治問題化している。
大統領侮辱罪が成立する要件は非常に多岐にわたりエルドアン大統領を批判した者が容赦なく逮捕されており、ネット上で『ロード・オブ・ザ・リング』に登場したゴラムとエルドアン大統領の写真を並べただけで逮捕され裁判で争っている医師がいる。

## トルコ語原文
Madde 299 
- (1) Cumhurbaşkanına hakaret eden kişi, bir yıldan dört yıla kadar hapis cezası ile cezalandırılır.
  - (1)大統領に侮辱行為をした者は、最低１年最長４年の禁固刑に処する。
- (2) Verilecek ceza, suçun alenen işlenmesi hâlinde, altıda biri; basın ve yayın yolu ile işlenmesi hâlinde, üçte biri oranında artırılır. 
  - (2) その犯行が公の場で行われた場合、罰則はさらに上記より1/6延長。報道機関を通して行われた場合、その罰則はさらに上記より1/3延長とする。
- (3) Bu suçtan dolayı kovuşturma yapılması, Adalet Bakanının iznine bağlıdır.
  - (3) この種の犯罪の訴追は、司法長官弁護士の判断に依拠する。